# Järnridån

Europas uppdelning i öst och väst under det kalla kriget. Färgerna avser försvarsallianserna. De mellangrå länderna Sverige, Schweiz, Österrike och Irland benämndes alliansfria eller neutrala, men till sina politiska och ekonomiska system var de västerländska demokratier. Detta gällde även Finland, trots att landet formellt var bundet till Sovjetunionen genom VSB-avtalet. Jugoslavien (grönt) och Albanien (med röda streck) var däremot socialistiska enpartistater men med spända relationer till Sovjetunionen och Warszawapakten.

Järnridån avser idag den hårdbevakade gränslinje, som mellan andra världskrigets slut 1945 och fram till kalla krigets slut avskiljde det kommuniststyrda Östeuropa från Västeuropa. 
Uttrycket började användas som ett (militär)politiskt begrepp redan under första världskriget. Under mellankrigstiden användes det på flera håll som benämning på gränsen mellan Sovjetunionen och omvärlden. Ursprungligen var järnridå en teaterterm för en brandskyddsinrättning som kan fällas ner mellan scen och proscenium (åskådarutrymmena). På till exempel Burgtheater i Wien är järnridå föreskriven sedan 1881.

## Historik

### Uttryckets ursprung
Idag syftar ordet mest på Sovjetunionens strävan under kalla kriget att avskärma Östeuropa från inflytanden från väst. Den betydelsen blev vida känd via Winston Churchill, som i ett uppmärksammat tal 5 mars 1946 i Fulton, Missouri, (Fultontalet) använde sig av uttrycket. Churchill yttrade bland annat:
| ”                         | Från Stettin vid Östersjön till Trieste vid Adriatiska havet har en järnridå sänkts över kontinenten. Bakom den linjen ligger alla huvudstäderna i Central- och Östeuropas urgamla stater. Warszawa, Berlin, Prag, Wien, Budapest, Belgrad, Bukarest och Sofia, alla dessa berömda städer och befolkningarna runt dem ligger i vad jag måste kalla den sovjetiska sfären, och de är i en eller annan form underkastade inte endast sovjetiskt inflytande utan i mycket hög grad och i många fall en stigande grad av kontroll från Moskva. | „ |
| – Winston Churchill, 1946 | |   |

Drottning Elisabet av Belgien, som var av tysk härkomst då hon var född som prinsessa av Bayern, ändrade uttryckets innebörd då hon 1914 sade att "mellan Tyskland och mig går en blodig järnridå som har sänkts ned för alltid". Hon tog därmed sitt nya hemlands parti sedan Tyskland hade invaderat det uttalat neutrala Belgien vid första världskrigets utbrott samma år.

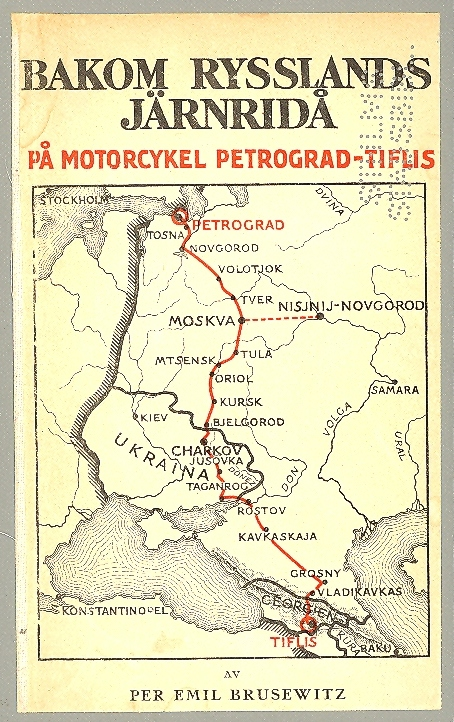
Svensken Per Emil Brusewitz bok Bakom Rysslands järnridå publicerades 1923.

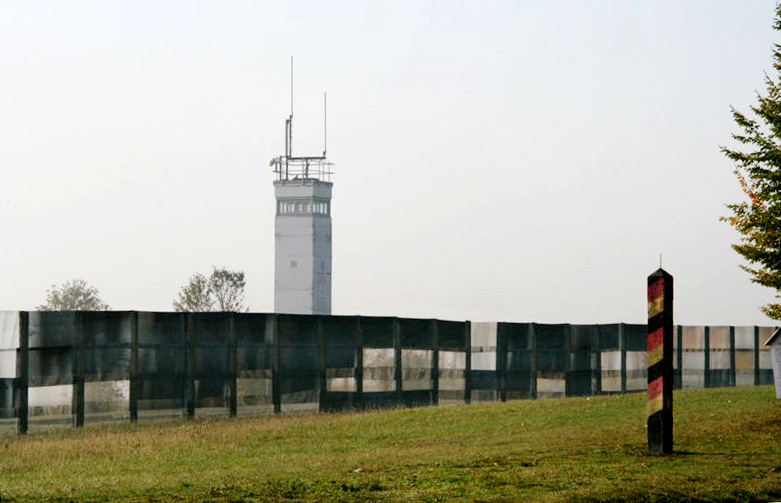
Detalj av järnridån vid "Point Alpha", ridåns västligaste punkt mellan Hessen och Thüringen. Östtyskt vakttorn, mur och gränsstolpe. De stora öppna ytorna möjliggjorde för östtyska gränsvakter att beskjuta flyende. Områdena var dessutom minerade och försedda med automatiska kulsprutor.

I samband med den bolsjevikiska segern efter ryska inbördeskriget benämndes Sovjetunionens självvalda isolering från omvärlden som en järnridå, ett begrepp som användes i den betydelsen redan 1918. Den första nedskrivna användningen av ordet i ett kommunist-ryskt sammanhang förekommer i Vasilij Rozanovs polemiska bok Apokaliptis nasjevo vremeni (Апокалипсис нашего времени) Vår tids apokalyps - från 1918. 1920 kom boken ut i engelsk översättning under titeln The Apocalypse of Our Times. Därefter kom uttrycket att användas på flera håll, med "sovjetisk" syftning. Under andra världskriget användes uttrycket i flera tal av Tredje rikets propagandaminister Joseph Goebbels, som ett avskräckande exempel på vad som skulle hända om Sovjetunionen segrade i kriget. Det var sedan Lutz Schwerin von Krosigk, Nazitysklands finansminister och rikskansler i Flensburgregeringen, som först använde begreppet i sin nuvarande innebörd, inkluderande de sovjetiskockuperade territorierna i Central- och Östeuropa.[källa behövs]

## Under kalla kriget
Efter andra världskriget hade Sovjetunionen politisk kontroll över flera länder i Östeuropa, i det så kallade östblocket. Dessa länder satte upp en hårt kontrollerad gräns mot väst, huvudsakligen i syfte att förhindra en egen befolkningsförlust genom flykt. Det byggdes stängsel kombinerade med minfält och vaktposter, där gränssoldaterna hade order att skjuta, om det krävdes för att stoppa flykt.
Avskiljningen nådde en ny nivå i augusti 1961 då Berlinmuren mellan Öst- och Västberlin byggdes upp. Även längs övriga gränslinjer monterades stängsel och taggtråd. Under avspänningsperioden, efter Kubakrisen 1962, ökade turism, handelsutbyte och kulturella kontakter mellan Östeuropa och västvärlden, men flertalet invånare i Östeuropa hade fortfarande ingen möjlighet att passera järnridån utan partilojalitet eller goda kontakter.
Även norr om Östersjön, vid Sovjetunionens gräns mot Norge fanns ett strängt bevakat stängsel. Mot Finland var stängslet inte så välbevakat, med färre vaktposter, ändå patrullerades det regelbundet. En lucka var Saima kanal, en kanal mellan Östersjön och det finska sjösystemet, där finska båtar fick gå utan visum och utan noggrann kontroll. Samtidigt fanns en bevakning längs kanalen och Finland hade gått med på att skicka tillbaka människor som tog sig över gränsen.[källa behövs]

### Tillåtna resor
Medborgare i östländerna som upprättat järnridån, fick i normalfallet inte passera gränserna mot väst. Ett undantag under avspänningsåren gällde pensionärer som kunde företa turistbesök. I övrigt var det bara särskilda fall, såsom idrottare och sjömän, som kunde besöka Västeuropa, men de fick i normalfallet inte röra sig fritt. Det var dock relativt många av dessa som hoppade av, det vill säga valde att till exempel genom att söka politisk asyl avsäga sig sitt medborgarskap i ett östland för att börja ett nytt liv i väst.
De som hoppade av till väst kunde bosätta sig fritt i många västländer. Alla med tysk härkomst hade rätt till västtyskt medborgarskap och kunde bosätta sig där. Personer med judisk bakgrund kunde dessutom bosätta sig i Israel. Avhoppare fick dock räkna med att tappa all kontakt med kvarvarande anhöriga bakom järnridån.
Turistresor till länderna bakom järnridån var möjliga och uppmuntrades i viss mån av regimerna eftersom turismen medförde inflöde av konvertibel valuta. Resorna organiserades oftast strikt av de statliga turistmyndigheterna för att kunna utöva viss kontroll över resenärerna och deras kontakter med lokalbefolkningen.
Resor till Västberlin kunde göras från Sverige och Västtyskland utan visum, dock kunde i dessa fall Östtyskland enbart passeras för genomfartstrafik. Till exempel transit-motorvägarna genom Östtyskland var inhägnade med höga stängsel. Några tunnelbane- och pendeltågslinjer i Berlin gick rakt genom järnridån, dock kunde man inte ta sig till linjen från Östberlin.[källa behövs]

### Järnridåns fall

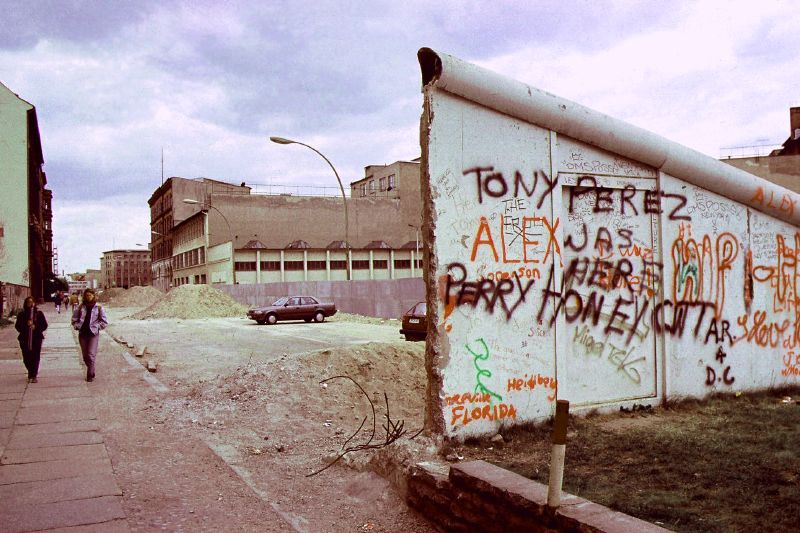
Berlinmuren delvis riven 1990.

Järnridån föll 1989, med början vid gränsen mellan Ungern och Österrike. Ungern hade i maj det året börjat montera ned stängslet längs gränsen, men i praktiken behållit den stängd med fortsatt bevakning. Östtyskar som olovligen försökt passera gränsen hade tidigare skickats till östtyska myndigheter, men det upphörde den här sommaren, även om de fortfarande hindrades från att passera. En tillfällig gränsöppning i samband med fredsdemonstrationen Paneuropeiska picknicken den 19 augusti, där flera hundra östtyskar passade på att fly till väst, startade en kedjereaktion, som ledde till att Ungern från och med den 11 september 1989 helt öppnade gränsen även för östtyskar. I och med detta blev Östtysklands situation i längden ohållbar och den 9 november samma år öppnades plötsligt Berlinmuren.